# USS Trippe (DD-403)
USS Trippe (DD-403) là một tàu khu trục lớp Benham được Hải quân Hoa Kỳ chế tạo vào cuối những năm 1930. Nó là chiếc tàu chiến thứ ba của Hải quân Hoa Kỳ được đặt tên theo John Trippe (1785-1810), người tham gia cuộc Chiến tranh Barbary thứ nhất. Trippe đã hoạt động trong suốt Chiến tranh Thế giới thứ hai, được cho ngừng hoạt động sau khi chiến tranh kết thúc; tham gia cuộc thử nghiệm bom nguyên tử tại đảo san hô Bikini năm 1946, rồi bị đánh đắm ngoài khơi Kwajalein do đã nhiễm phóng xạ nặng vào năm 1948.

## Thiết kế và chế tạo
Trippe được đặt lườn tại Xưởng hải quân Boston, ở Boston, Massachusetts vào ngày 15 tháng 4 năm 1937. Nó được hạ thủy vào ngày 14 tháng 5 năm 1938; được đỡ đầu bởi cô Betty S. Trippe; và được đưa ra hoạt động vào ngày 1 tháng 11 năm 1939 dưới quyền chỉ huy của Thiếu tá Hải quân Robert L. Campbell.

## Lịch sử hoạt động

### Trước chiến tranh
Trippe trải qua thời gian còn lại của năm 1939 để trang bị tại Boston. Vào tháng 1 năm 1940, nó ghé qua Newport, Rhode Island để nhận ngư lôi và Yorktown, Virginia để nhận mìn sâu trước khi hướng sang khu vực vịnh Mexico. Sau khi hoàn tất chạy thử máy và huấn luyện tại vùng vịnh Mexico và vùng biển Caribe, nó quay trở về Boston vào ngày 20 tháng 3; và sau khi hoàn tất đại tu sau thử máy, nó rời Boston vào ngày 24 tháng 6 để tham gia hoạt động Tuần tra Trung lập tại vùng biển Caribe. Chiếc tàu khu trục đi ngang qua Hampton Roads để đến San Juan, Puerto Rico, đến nơi vào đầu tháng 7, để rồi lại quay trở lên phía Bắc vào giữa tháng cho một chuyến viếng thăm Washington, D.C. kéo dài hai ngày. Vào ngày 26 tháng 7, nó một lần nữa lại đi đến San Juan để tiếp tục nhiệm vụ Tuần tra Trung lập.
Trong tám tháng, chiếc tàu khu trục tuần tiễu tại vùng biển ấm Tây Ấn ngăn ngừa các bên tham chiến tại Châu Âu xung đột tại khu vực Tây Bán Cầu. Trong giai đoạn này, nó đã hộ tống cho tàu tuần dương hạng nặng Tuscaloosa trong chuyến đi đưa Tổng thống Franklin D. Roosevelt thị sát các căn cứ tại vùng biển Caribe. Sau khi tiễn Tổng thống cặp bến Charleston, South Carolina an toàn vào ngày 14 tháng 12, nó đi đến Philadelphia cho một đợt sửa chữa nhanh, và sau khi ghé qua Xưởng hải quân Norfolk trong hai ngày vào đầu tháng 1 năm 1941, nó đi về phía Nam đến vịnh Guantánamo, Cuba, nơi nó tiến hành các chuyến tuần tra trung lập cho đến hết mùa Xuân.
Vào ngày 21 tháng 3, Trippe trải qua một đợt đại tu kéo dài hai tháng tại Boston. Trong lúc này, vào ngày 24 tháng 4, Tổng thống quyết định mở rộng hoạt động Tuần tra Trung lập đến sát khu vực chiến sự của Đức. Khi chiếc tàu khu trục hoàn tất sửa chữa vào tháng 5, nó viếng thăm Norfolk rồi tiến hành huấn luyện ngoài khơi Newport cho đến đầu tháng 6. Vào ngày 11 tháng 6, nó gia nhập thành phần hộ tống cho thiết giáp hạm USS Texas cho chuyến tuần tra mở rộng đầu tiên tại khu vực Bắc Đại Tây Dương. Vào ngày 29 tháng 6, Texas và các tàu hộ tống lọt vào tầm ngắm kính tiềm vọng của một tàu ngầm U-boat. Hạm trưởng tàu ngầm Đức trong lúc bối rối đã suýt tạo ra sự kiện khi quyết định tấn công, nhưng chiếc tàu ngầm không thể theo kịp tốc độ của Lực lượng Đặc nhiệm 1, nên từ bỏ cuộc truy đuổi vào xế trưa hôm đó. Hoàn toàn không nhận biết mối nguy hiểm vừa trải qua, chiếc thiết giáp hạm cùng các tàu hộ tống kết thúc chuyến tuần tra vào ngày hôm sau tại Newport.
Trippe tiếp tục tuần tra ngoài khơi Newport, thoạt tiên cùng với Texas và sau đó là với thiết giáp hạm New York trong suốt tháng 7 và đầu tháng 8. Vào ngày 15 tháng 8, nó chuyển căn cứ cảng nhà đến Boston và Provincetown. Vào ngày 25 tháng 8, nó rời Boston hộ tống cho thiết giáp hạm Mississippi đi Argentia, Newfoundland. Sau hơn một tháng hoạt động huấn luyện và tuần tra chống tàu ngầm ngoài khơi Newfoundland, nó rời Argentia vào ngày 11 tháng 10 cùng với Yorktown, New Mexico, Quincy, Savannah và bảy tàu khu trục khác. Sau khi neo đậu một thời gian ngắn tại Casco Bay, Maine và tuần tra tại vùng biển giữa cảng đó và Boston, các tàu chiến hướng đến một điểm hẹn giữa đại dương nhằm thay phiên cho các tàu hộ tống của Hải quân Hoàng gia Anh bảo vệ một đoàn tàu vận tải hướng sang phía Tây. Trong chuyến quay trở về, nó tách khỏi lực lượng hộ tống ngoài khơi Portland, Maine và đi đến Casco Bay. Vào ngày 9 tháng 11, nó rời khu vực bờ biển Maine hộ tống cho Ranger, Vincennes và Quincy đi gặp gỡ một đoàn tàu vận tải khác hướng sang phía Tây, và hộ tống chúng đi đến Hoa Kỳ.

### Thế Chiến II
Vào giữa tháng 11, Trippe hộ tống cho Ranger đi đến Tây Ấn, và bảo vệ cho các hoạt động không lực được chiếc tàu sân bay tiến hành tại khu vực phụ cận Trinidad cho đến đầu tháng 12. Nó đang cùng chiếc tàu sân bay quay trở lên phía Bắc vào ngày 7 tháng 12, khi Đế quốc Nhật Bản bất ngờ tấn công Trân Châu Cảng thúc đẩy Hoa Kỳ chính thức tham gia Chiến tranh Thế giới thứ hai. Tuy nhiên việc này không ảnh hưởng đến nhiệm vụ được giao cho chiếc tàu khu trục, khi nó tiếp tục hộ tống các đoàn tàu vận tải vượt Đại Tây Dương và săn tìm tàu ngầm U-boat đối phương. Nó ghé lại Norfolk trong một tuần lễ, rồi lên đường đi Newport vào ngày 10 tháng 12. Ngay trước bình minh ngày 16 tháng 12, một máy bay ném bom Lục quân tiếp cận nó từ phía Bắc, và sau khi đảo qua nhiều vòng đã ném một chùm bom nhắm vào nó, và báo cáo đã đánh chìm một tàu khu trục Đức tại eo biển Block Island. Trippe thoát được hư hại khi các quả bom nổ cách mũi tàu khoảng 200 thước Anh (180 m) và tiếp tục hành trình đi Newport, đến nơi cùng ngày hôm đó.

#### 1942
Trong mười tháng tiếp theo sau, Trippe hoạt động tại khu vực Tây Bắc Đại Tây Dương, hộ tống các đoàn tàu vận tải giữa các cảng dọc theo vùng bờ Đông. Nó thay phiên cho các tàu chiến Anh ở giữa đại dương và hộ tống các tàu vận tải đi về các cảng Hoa Kỳ, cũng như hộ tống các đoàn tàu hướng sang phía Đông cho đến giữa đại dương, nơi được các tàu Anh tiếp nhận. Chiếc tàu khu trục tuần tra tại nhiều khu vực khác nhau, trải rộng từ Argentia, Newfoundland đến North Carolina; nhiệm vụ hộ tống đưa nó về phía Nam cho đến vùng kênh đào Panama, Tây Ấn, lên phía Bắc đến Newfoundland, và trong một dịp đến tận Londonderry Port thuộc Bắc Ireland. Trong hai dịp, nó đã cứu vớt những người sống sót là thủy thủ các tàu buôn bị trúng ngư lôi, ngoài khơi Hampton Roads vào đầu tháng 2 và gần Bermuda trong tháng 6. Nó cũng hai lần tấn công không có kết quả vào những tín hiệu được tin là của tàu ngầm U-boat đối phương.
Vào tháng 10 năm 1942, Trippe rời khu vực vịnh Chesapeake đi lên phía Bắc hướng đến Newport, đến nơi vào ngày 7 tháng 10. Trong hai tuần lễ tiếp theo, nó hoạt động cùng Massachusetts khi chiếc thiết giáp hạm mới thực hành bắn phá bờ biển để chuẩn bị cho Chiến dịch Torch, cuộc đổ bộ của Đồng Minh lên Bắc Phi. Trước lúc bình minh ngày 19 tháng 10, nó đang trên đường đi vịnh Casco khi mắc tai nạn bị chiếc Benson húc vào phía đuôi bên mạn phải, khiến bốn thành viên thủy thủ đoàn của Trippe thiệt mạng và ba người khác bị thương. Nó hoàn tất việc sửa chữa tại New York vào ngày 13 tháng 11, và lên đường để huấn luyện chống tàu ngầm tại New London, Connecticut.

#### 1943
Sau một tháng huấn luyện và hộ tống vận tải ven biển, Trippe rời New York trong thành phần hộ tống một đoàn tàu vận tải hướng sang Casablanca. Nó quay trở về New York vào ngày 7 tháng 2 năm 1943, tiến hành thêm các hoạt động huấn luyện. Sang tháng 4, nó thực hiện thêm một chuyến đi khứ hồi đến Maroc và hộ tống một đoàn tàu ven biển đi Norfolk trước khi hướng sang Địa Trung Hải. Vào ngày 10 tháng 5, chiếc tàu chiến đi đến Oran, Algérie. Nó sau đó hộ tống các đoàn tàu vận tải đi lại giữa cảng này và Bizerte, tiến hành tuần tra và thực hành bắn phá bờ biển để chuẩn bị cho cuộc đổ bộ của Đồng Minh lên đảo Sicily.
Vào ngày 9 tháng 7, Trippe rời Oran trong thành phần hộ tống một đoàn tàu vận tải hướng sang Sicily, và vẫn đang ở ngoài biển khi lực lượng Đồng Minh đổ bộ lên bờ vào ngày hôm sau. Nó đi đến ngoài khơi Gela vào ngày 14 tháng 7, một ngày sau khi diễn ra cuộc đổ bộ lên cảng này, và tuần tra tại khu vực này cho đến ngày 20 tháng 7 khi nó quay trở về Oran. Tuy nhiên, nó lập tức quay trở lại Sicily cùng ngày hôm đó, lần này là đến Palermo. Ba ngày sau, Không quân Đức tấn công nơi neo đậu; để lẩn tránh radar, các máy bay ném bom tầm trung đối phương tiếp cận từ phía Nam, bay thấp trên các ngọn núi Sicily và lượn vòng quanh các mục tiêu. Trippe cơ động zig-zag để né tránh bom và những máy bay bắn phá trong khi dàn pháo của nó dựng hỏa lực phòng không dày đặc. Khi cuộc tấn công kết thúc, nó được ghi công đã bắn rơi một máy bay đối phương.
Hướng lên phía Bắc, các quân đoàn thiết giáp của Trung tướng George S. Patton di chuyển dọc theo bờ biển phía Bắc Sicily, đánh vào các vị trí cố thủ đối phương bằng các cuộc đổ bộ; hải quân đã hỗ trợ các hoạt động này. Trippe rời Palermo vào ngày 4 tháng 8 cùng với tàu tuần dương hạng nhẹ Savannah để hỗ trợ cuộc tấn công bằng hải pháo. Vào ngày 5 tháng 8, nó bắn phá các cây cầu tại Terranova, và trong hai ngày tiếp theo, nó gia nhập cùng tàu tuần dương hạng nhẹ Philadelphia để hỗ trợ cho cuộc đổ bộ tại Sant Agato di Militello. Các khẩu pháo của nó dọn đường cho cuộc đổ bộ của binh lính tại Brolo vào ngày 11 tháng 8; và đến ngày 16 tháng 8, dàn pháo chính của nó hỗ trợ cuộc đổ bộ tại Spadafora. Ngày hôm sau, Sicily được tuyên bố bình định, và đi lên phía Bắc cùng ba tàu tuần tra PT boat để tiếp nhận sự đầu hàng của các đảo Lipari và Stromboli thuộc quần đảo Aeolian.
Lục địa Ý trở thành mục tiêu tiếp theo của chiếc tàu khu trục. Trong những giờ đầu tiên của ngày 20 tháng 8, Trippe và Wainwright bắn phá một cây cầu đường sắt tại Fiume Petrace, rồi quay về phía Nam đến Bizerte hộ tống một đoàn tàu vận tải đi Palermo. Nó sau đó qay trở lại Bizerte, và vào ngày 31 tháng 8 tiếp tục đi đến Oran. Binh lính Anh đổ bộ lên Reggio, Ý vào ngày 3 tháng 9 để bắt đầu trận chiến kéo dài và căng thẳng dọc theo bán đảo Ý. Hai ngày sau, Trippe ra khơi hộ tống một đoàn tàu tấn công đi đến bãi đổ bộ ngoài khơi Salerno, ở về phía Nam Naples. Cuộc tấn công này, với ý định nhắm vào các vị trí phòng thủ ở phía Nam Ý được tung ra vào sáng ngày 9 tháng 9, nhưng vấp phải sự kháng cự mạnh mẽ của đối phương. Không quân Đức cùng các khẩu đội pháo phòng thủ duyên hải đã gây thiệt hại nặng cho lực lượng đổ bộ, nhưng dàn pháo chính Trippe và các tàu hỗ trợ hỏa lực khác đã giúp binh lính trên bờ giữ vững được bãi đổ bộ.
Sau nhiều chuyến khứ hồi giữa Salerno và Oran, Trippe quay trở về vịnh Naples vào ngày 10 tháng 10. Sáng sớm ngày 13 tháng 10, đang khi hộ tống một đoàn tàu vận tải đi từ Naples đến Oran, tàu ngầm U-boat U-571 đã tấn công đoàn tàu và đánh chìm tàu khu trục Bristol. Trippe đã truy tìm kẻ tấn công trong một lúc, nhưng tập trung vào việc cứu vớt những người sống sót của Bristol nên chiếc U-boat đã chạy thoát.
Trong tháng tiếp theo, Trippe hoạt động hộ tống vận tải tại khu vực Tây Địa Trung Hải và tuần tra ngoài khơi Oran. Vào ngày 18 tháng 11, nó khởi hành từ Gibraltar cùng với tàu tuần dương hạng nhẹ Brooklyn và một đoàn tàu khu trục hộ tống Anh và Hoa Kỳ. Ngoài khơi Casablanca, họ gặp gỡ thiết giáp hạm Iowa, vốn đưa Tổng thống Roosevelt trong chặng đầu tiên vượt Đại Tây Dương trên đường đi tham dự các hội nghị Cairo và Teheran của phe Đồng Minh. Nó hộ tống Iowa băng qua eo biển Gibraltar đến Oran, rồi hộ tống chiếc thiết giáp hạm đi về phía Tây quay trở ra eo biển đến Casablanca chờ đợi chuyến quay trở về của Tổng thống. Hoàn thành nhiệm vụ, nó quay trở lại Algiers tiếp nối các hoạt động tuần tra.
Xế trưa ngày 16 tháng 12, Trippe ra khơi cùng với Edison và Woolsey tìm kiếm những người sống sót của một tàu buôn bị đắm do trúng ngư lôi, đồng thời truy lùng chính chiếc U-boat đã phóng ngư lôi. Lúc xế chiều, họ phát hiện trên màn hình radar chiếc tàu ngầm U-73 đang di chuyển trên mặt nước. Woolsey bật đèn pha tìm kiếm, trong khi radar kiểm soát hỏa lực của Trippe bắt được mục tiêu. Hai chiếc tàu khu trục lập tức khai hỏa với dàn pháo chính, bắn nhiều loạt đạn pháo 5 inch vào chiếc tàu ngầm Đức. Sáu phút sau, U-73 chìm xuống đáy biển; trong khi Woolsey vớt những người sống sót, Trippe càn quét khu vực để biết chắc nó không còn chiếc U-boat đồng đội nào khác trước khi họ quay trở về Oran.

#### 1944
Vào đầu năm 1944, Trippe có mặt tại Palermo, Sicily. Vào ngày 21 tháng 1, nó lên đường hỗ trợ cho cuộc đổ bộ của lực lượng Đồng Minh tại Anzio, xa hơn về phía Bắc của bán đảo Ý gần Rome. Ngày hôm sau, nó trực chiến cùng Brooklyn và Edison, sử dụng các khẩu pháo của nó hỗ trợ binh lính trên bờ. Hai ngày sau, nó chống trả một cuộc không kích của Không quân Đức; bắn pháo hỗ trợ cuộc tiến quân trên bờ vào ngày 25 tháng 1, và bắn phá binh lính và xe cộ của đối phương. Vào ngày 31 tháng 1, nó bắn phá một địa điểm tập trung quân và xe cộ cũng như phá hủy một đài quan sát. Nó bắn vào hai địa điểm cố thủ của quân Đức vào ngày 5 tháng 2. Nó được thay phiên nhiệm vụ hỗ trợ hỏa lực tuyến đầu vào ngày 10 tháng 2, và đang khi trên đường quay trở về Oran, nó đã cứu vớt hai phi công Anh bị bắn rơi.
Vào ngày 23 tháng 2, Trippe đi đến Casablanca, nơi nó tham gia một đội tìm-diệt tàu ngầm được xây dựng chung quanh chiếc Card và lên đường quay trở về Hoa Kỳ. Trên đường đi, chiếc tàu sân bay hộ tống và năm tàu khu trục tháp tùng đã phối hợp truy lùng tàu ngầm Đức bằng trinh sát trên không, sonar và radar. Nó tách khỏi đội đặc nhiệm vào ngày 4 tháng 3, và sau một chặng dừng tại Bermuda đã đi đến New York để bảo trì trong một tháng. Sau một đợt huấn luyện ôn tập, nó tiến hành các hoạt động tìm-diệt tại vịnh Casco. Đến cuối tháng 5, nó hộ tống tàu sân bay Hancock trong chặng đầu tiên của chuyến đi chạy thử máy, trước khi tham gia cùng tàu khu trục Cooper trong các thử nghiệm phản công điện tử tại vịnh Chesapeake. Nó đi đến Norfolk vào ngày 3 tháng 6, nhưng lại khởi hành ngay ngày hôm sau cùng tàu sân bay Ticonderoga cho các hoạt động không lực ngoài khơi Virginia Capes. Từ ngày 19 tháng 6, đến ngày 4 tháng 7, nó thực tập tại vịnh Paria gần Trinidad. Vào ngày 9 tháng 7, nó quay trở lại Boston cùng Hancock, bắt đầu một đợt bảo trì. Từ ngày 28 tháng 7 đến ngày 23 tháng 10, nó thực hiện hai chuyến đi khứ hồi giữa Hoa Kỳ và miền Nam nước Ý, hộ tống các đoàn tàu vận tải đi và đến từ vùng bị tranh chấp quyết liệt. Trong thời gian còn lại của năm, nó tiến hành huấn luyện gần vịnh Casco và hộ tống cho tàu sân bay Shangri La trong các hoạt động không lực gần Trinidad.

#### 1945
Vào cuối tháng 2 năm 1945, Trippe hộ tống một đoàn tàu vận tải khác đi Địa Trung Hải, lần này là đến Oran. Nó quay trở về New York vào tuần đầu của tháng 4, và vào ụ tàu để sửa chữa một thời gian ngắn.
Sau khi hoàn tất sửa chữa, Trippe đi về phía Nam cùng một đoàn tàu vận tải hướng đến vùng kênh đào, vượt qua kênh đào Panama, rồi ghé qua San Diego trước khi đi đến Trân Châu Cảng vào ngày 16 tháng 5. Nó trải qua nhiều tuần lễ tại khu vực quần đảo Hawaii, thực hành bắn phá bờ biển nhằm chuẩn bị để hoạt động cùng Đệ Ngũ hạm đội tại khu vực Trung tâm Thái Bình Dương. Tuy nhiên, cuộc đổ bộ mà nó chuẩn bị không được thực hiện; thay vào đó con tàu đi đến vùng bờ Tây vào giữa tháng 6, hộ tống nhiều đoàn tàu vận tải đi lại tại khu vực Trung tâm Thái Bình Dương, giữa Iwo Jima, Saipan, Ulithi và Okinawa. Sự hiện diện ngắn ngủi trong các chặng dừng giúp nó tránh khỏi các cuộc tấn công tự sát kamikaze. Con tàu đang trên đường đi Okinawa vào ngày 15 tháng 8 khi nó nhận được tin tức xung đột đã kết thúc do việc Nhật Bản đầu hàng.

### Sau chiến tranh
Trippe tiếp tục ở lại khu vực Viễn Đông, tham gia các cuộc đàm phán đầu hàng với những đơn vị quân Nhật Bản còn trú đóng tại các quần đảo Mariana và Bonin. Vào ngày 5 tháng 11, nó đi đến Saipan làm nhiệm vụ tuần tra, huấn luyện và giải cứu không-biển trong một tháng. Đến ngày 16 tháng 12, nó khởi hành từ Guam quay trở về Hoa Kỳ.
Trippe chỉ ở lại nhà một thời gian ngắn, khi nó lại lên đường đi Trân Châu Cảng vào ngày 16 tháng 1 năm 1946 nhằm chuẩn bị để tham gia Chiến dịch Crossroads, cuộc thử nghiệm bom nguyên tử tại đảo san hô Bikini. Nó đi đến nơi vào ngày 1 tháng 6, sống sót qua vụ nổ thử nghiệm trên không vào ngày 1 tháng 7; nhưng trong vụ nổ dưới nước vào ngày 26 tháng 7, nó bị nhiễm phóng xạ nặng đến mức không thể tiếp cận nó an toàn. Con tàu được giữ lại Bikini cho các cuộc nghiên cứu tiếp theo, được cho xuất biên chế vào ngày 28 tháng 8 năm 1946. Trong 18 tháng tiếp theo, lườn tàu bị hư hại xuống cấp đến mức không thể giữ cho nó tiếp tục nổi. Nó được kéo đến vùng biển sâu ngoài khơi Kwajalein vào ngày 3 tháng 2 năm 1948 và bị đánh chìm bằng hải pháo. Tên nó được cho rút khỏi danh sách Đăng bạ Hải quân vào ngày 19 tháng 2 năm 1948.

## Phần thưởng
Trippe được tặng thưởng sáu Ngôi sao Chiến trận do thành tích phục vụ trong Chiến tranh Thế giới thứ hai.